# Batalha de Itapirú
A Batalha de Itapirú travou-se no dia 17 de abril de 1866 nas proximidades da fortaleza Itapirú durante a Guerra do Paraguai. A batalha marcou o início da invasão aliada do paraguai.

## A Batalha

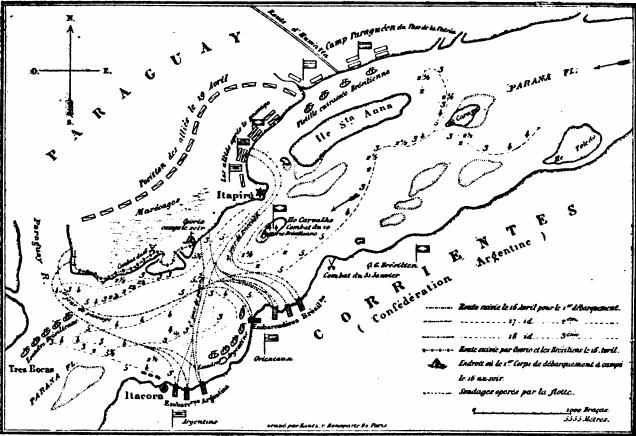
Mapa indicando a posição da esquadra aliada e a marcha da coluna do General Osório (operações dos dias 16, 17 e 18 de abril de 1866).

Em 16 de abril Itapirú foi intensamente bombardeada enquanto um efetivo de 10.000 aliados cruzavam o rio Paraná e, no dia seguinte, se produziu o confronto com 4.000 paraguaios sob o comando do tenente-coronel Benítez, resultando na retirada destes até Itapirú. A batalha resultou em cerca de 500 baixas do lado paraguaio e 337 do lado brasileiro.

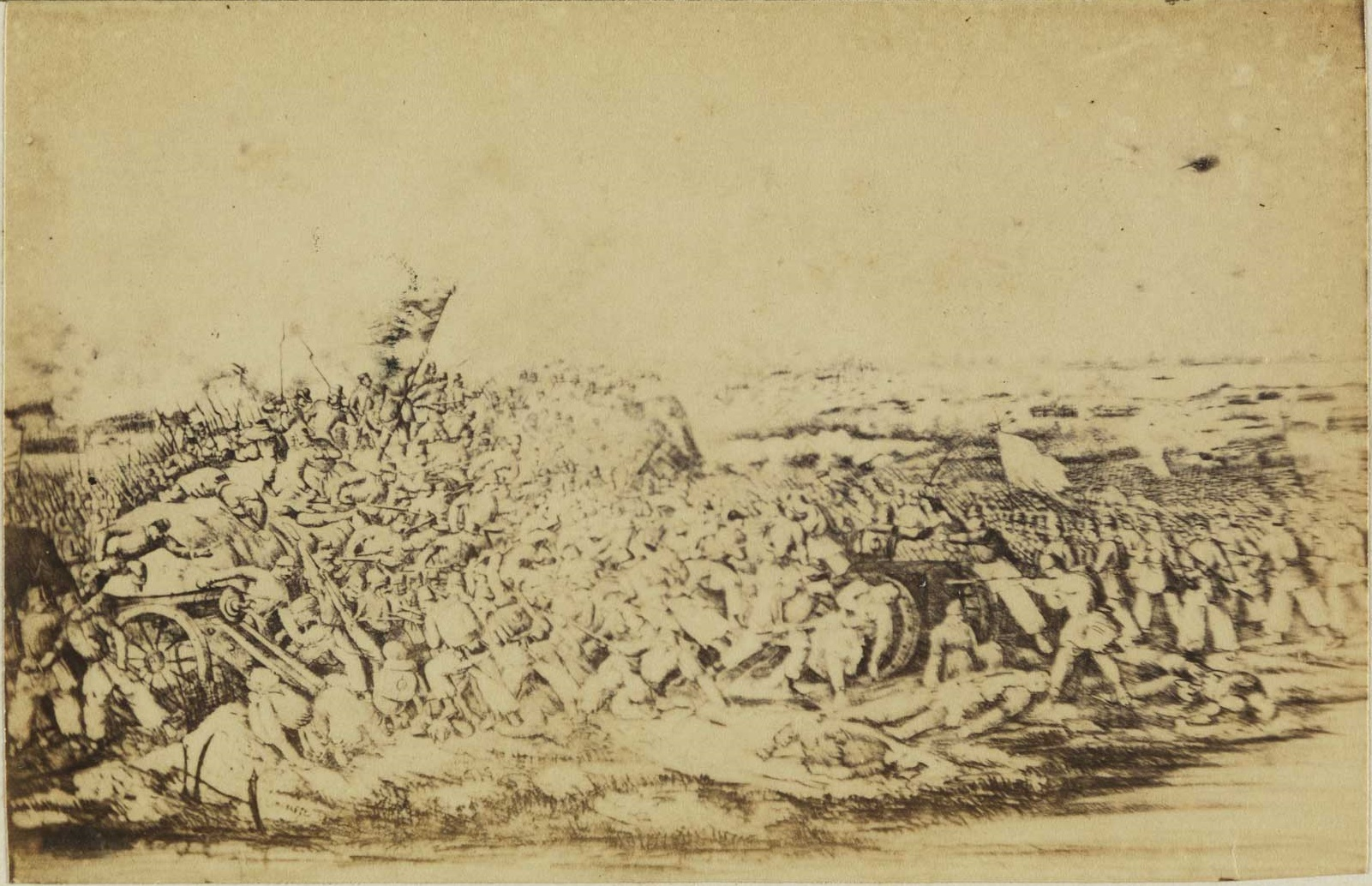
Tomada de Itapirú em abril de 1868.

Diante da concentração de tropas brasileiras que assim iniciavam a invasão do território paraguaio, Solano López ordenou o abandono da fortificação, permitindo a sua ocupação pelas tropas brasileiras no dia 18 de abril.

## Fortaleza Itapirú
Transformada em acampamento aliado com o desenvolvimento da campanha, essa posição, escala obrigatória para aqueles que iam ou retornavam das frentes de batalha, transformou-se numa pequena cidade onde conviviam militares, comerciantes e aventureiros, e onde se encontravam desde barbeiros, dentistas, casas de jogo, igreja a até mesmo uma casa bancária.